# Beaurepaire (Isère)
Beaurepaire é uma comuna francesa na região administrativa de Auvérnia-Ródano-Alpes, no departamento de Isère. Estende-se por uma área de 18,46 km². Em 2010 a comuna tinha 5 036 habitantes (densidade: 272,8 hab./km²).